# Al-Mafrak (muhafaza)
Muhafaza Al-Mafrak (arab. محافظة المفرق) – prowincja (muhafaza) w Jordanii w północno-wschodniej części kraju. Stolicą administracyjną jest Al-Mafrak.
Populacja w roku 2010 szacowana była na około 287 tys. mieszkańców na powierzchni 26550 km².
Główne miasta prowincji to:
- Al-Mafrak – stolica;
- Al-Chaldija Al-Dżadida;
- Balama;
- Manszijat Bani Hassan